# Château du Tauzia
Pour les articles homonymes, voir Château de Tauzia.
Le château du Tauzia, bâti au début du XIIIe siècle, sur la commune de Maignaut-Tauzia (Gers), est un château de « type gascon ».
On trouve généralement l’appellation « château de Tauzia », mais « le Tauzia » prédomine localement. « Tauzia » vient de tauzin, le chêne noir. Il ne doit pas être confondu avec le château de Tauzia à Gradignan (Gironde).

## Historique
Les seigneurs du Tauzia sont attestés dès le XIIe siècle. Ce sont eux qui font édifier le château, mentionné pour la première fois en 1362 alors qu’il appartient à Menaud de Barbazan.
Par un acte en date du 13 octobre 1479 la famille de Barbazan cède le château, la seigneurie et toutes ses dépendances à Jean de Marestang (ou Marestaing), fils cadet du baron Jean de Marestang, vicomte de Cogotois et de son épouse Agnès de Faudoas Barbazan mariés à Gimont le 21 octobre 1445.
Le château de Tauzia restera entre les mains de plus de dix générations de la famille de Marestang et cela, pendant près de deux siècles. C'est Jean II de Marestang fils du premier acquéreur qui, du retour des guerres d’Italie, fait ouvrir de vastes fenêtres à meneaux à la place des archères, et aménager un escalier circulaire sur la façade sud-ouest pour desservir les étages supérieurs.
À à la suite d'un arbitrage conclu par Jean de Marestang au château de Tauzia le 28 janvier 1595 entre Savaric de Marestang et ses trois sœurs Anne, Marguerite et Catherine, une partie du fief, le « petit Tauzia » est attribué à Savaric de Marestang.
Ce dernier entré dans les ordres décèdera à Valence sur Baïse en septembre 1636 et sera inhumé dans l'église du monastère de Flaran.
Cette partie de la seigneurie du petit Tauzia sera alors attribué par Jean de Marestang à son beau-frère, Guillaume de Boyer.
En 1640 Guillaume de Marestang cède le château de Tauzia et toutes ses dépendances à Hector de Gelas, marquis de Leberon. Ce dernier ne l'habite pratiquement pas et à sa mort, cinq ans plus tard, le château reste alors à l'abandon. Endommagé pendant la Fronde, il est progressivement ruiné.
En 1665 Joseph Savarin de Marestang, garde du corps du roi à la compagnie de Duras tente de l'acquérir pour le faire revenir dans la famille mais doit finalement y renoncer devant l'importance des travaux nécessaires pour le rendre à nouveau habitable. Il est alors racheté par la famille de La Forcade du Pin dont les descendants le conserveront jusqu'à XIXe siècle.
Classé par les monuments historiques en 1932, le château ne l'est plus aujourd'hui. Le propriétaire est Jean Immer, agriculteur en retraite,.

## Description

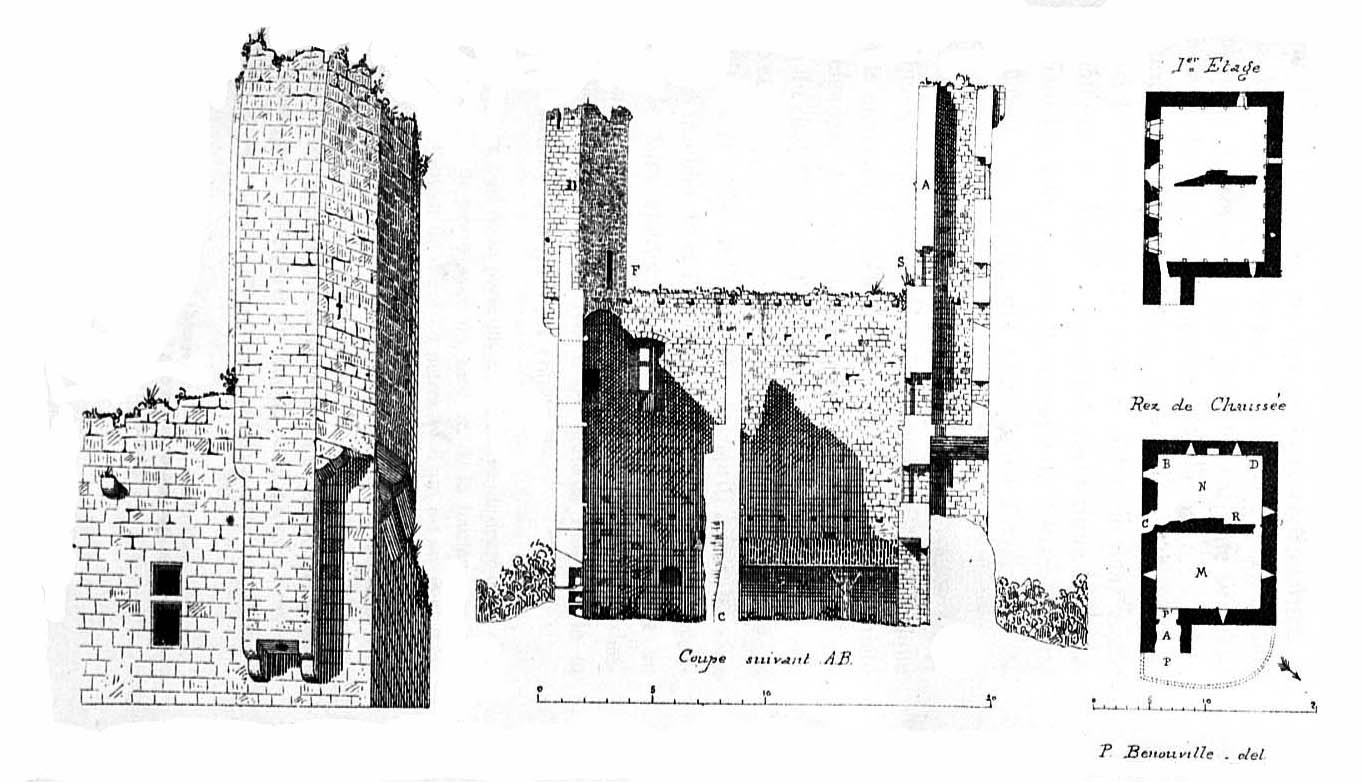
Plans du château, par P. Benouville.

Il s’agit d’un corps principal rectangulaire, dont le rez-de-chaussée était dépourvu d’ouvertures. Il est flanqué de deux tours, la principale de plan carré à l’angle est protégeant une porte, la seconde à l’angle ouest étant une simple tourelle rectangulaire posée obliquement en encorbellement. À noter que le château est dépourvu de donjon.
Plus tard, l’intérieur est divisé sur les deux étages par un mur de refend, qui reçoit des cheminées. Vers 1500 on perce des baies à meneaux et on élève une cage d’escalier circulaire qui fait légèrement saillie sur la façade sud-est.
Encore renforcé à l’époque de la Fronde, le château est ensuite abandonné et tombe lentement en ruine. L’escalier est détruit au XIXe siècle.